# Такир
Такирите (от тюркски – гладък, равен, гол) са форми на релефа, образувани по дъната на периодически пресъхващи езера, разположени в пустинните и полупустинните райони, заети от глинести наслаги. Разпространени са предимно в Средна Азия и Казахстан. През влажния сезон на годината такирите се покриват с тънък слой вода, която изпарявайки се оставя лепкава и рядка тиня. След като изсъхне тинята намалява обема си, покрива се с тънка кора и се нацепва от пукнатини на полигонални форми и размери (от няколко m² до няколко km²) в зависимост от състава на наслагите, степента на засоленост и др. Обикновено такирите се формират там където грунтовите води се намират на дълбочина повече от 1,5 m и когато излишните соли навлизат в грунтовите води, а след това се завръщат обратно по капиляри.
Освен като форми на релефа, такирите са и вид почва, образувана в плоски глинести понижения в пустините и полупустините. В профила на тези почви се обособяват два ярко изразени хоризонта – горен пласт (мощност до 8 – 10 sm), изграден от плътна глинеста и слоиста кора, която не съдържа соли и долен пласт, слабо изменен от засолени почвообразуващи материали. Такирите са почти лишени от растителност. В тях се срещат само някои видове водорасли и лишеи.